# Mellin de Saint-Gelais

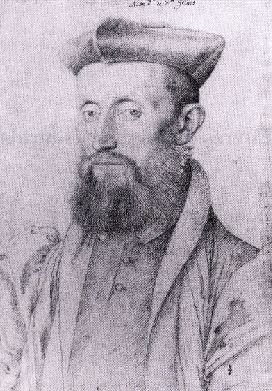
Mellin de Saint Gelais (1490-1558), desenho a giz de François Clouet (1510-1572), Musée Condé, Château de Chantilly)

Mellin de Saint-Gelais (Paris, 1491 — Paris, outubro de 1558) foi um poeta francês do Renascimento e poeta laureado de Francisco I da França.

## Vida
Ele nasceu em Angoulême, provavelmente filho natural de Jean de Saint-Gelais, marquês de Montlieu, um membro da pequena nobreza de Angoumois. Seu nome próprio era o malapropismo franco-normando do mago britânico Merlin apresentado nas lendas arturianas. Ele era próximo de seu tio Octavien de Saint-Gelais (1466-1502), bispo de Angoulême desde 1494, ele próprio um poeta que traduziu a Eneida para o francês.
Mellin, que estudou em Bolonha e Pádua, tinha a reputação de ser médico, astrólogo e músico, além de poeta. Ele retornou à França por volta de 1523 e logo ganhou o favor da corte do governante Valois, Francisco I, amante da arte, por sua habilidade em versos leves. Ele foi feito esmoler do delfim, abade de Reclus na diocese de Troyes e bibliotecário do rei em Blois.
Ele gozou de imensa popularidade até o aparecimento da Défense et illustration... de Joachim du Bellay... em 1549, onde Saint-Gelais não foi isento do desprezo derramado sobre os poetas contemporâneos. Ele tentou ridicularizar os inovadores lendo em voz alta as Odes de Pierre de Ronsard com ênfase burlesca antes de Henrique II, quando a irmã do rei, Marguerite de Valois, pegou o livro e as leu ela mesma.
Ronsard aceitou o pedido de desculpas de Saint-Gelais por este incidente, mas Du Bellay satirizou o agressor no tribunal de Poète. Ele traduziu a Sofonisba de Gian Giorgio Trissino (1478-1550), que foi representada em 1556 diante de Catarina de Médici em Blois. Saint-Gelais foi o campeão do estilo marotique (ver Clément Marot) e o primeiro dos sonnetistas e petrarquistas franceses. Ele morreu em Paris em 1558.